# Museo de Sitio de Cabeza de Vaca “Gran Chilimasa”
El Museo de Sitio de Cabeza de Vaca “Gran Chilimasa” es un museo ubicado en el distrito de Corrales, provincia de Tumbes, región Tumbes, Perú. Exhibe materiales arqueológico, fotográfico y plano realizados en las investigaciones y excavaciones. El museo resalta la importancia de Cabeza de Vaca en el Camino Inca.

Exhibe cerámica, herramientas y armas de piedra, spondylus trabajados.
También muestra una recreación gráfica la vida diaria de los antiguos pobladores.
En el 2014 en el museo fueron robados objetos como cámaras de video, fotográficas y computadoras.
Se encuentra en el distrito de Corrales, en la provincia de Tumbes. Es administrado por el Ministerio de Cultura.
Cuenta con dos salas de exposición. El primero sobre los hallazgos malacológicos.